# Euclides Bueno Miragaia
Euclides Bueno Miragaia (São José dos Campos, 21 de abril de 1911 — São Paulo, 23 de maio de 1932) foi um dos quatro manifestantes paulistas mortos no conflito de 23 de maio de 1932. Esse evento, entre outras razões, motivou a Revolução Constitucionalista de 1932 contra o governo provisório de Getúlio Vargas. O seu sobrenome integra a letra "M" na sigla do movimento MMDC.

## Biografia
Euclides Bueno Miragaia nasceu em São José dos Campos no dia 21 de abril de 1911, filho de José Miragaia e Emília Bueno Miragaia. Estudou na Escola de Comércio Carlos de Carvalho e na época trabalhava como auxiliar no Cartório de seu tio, na capital paulista.

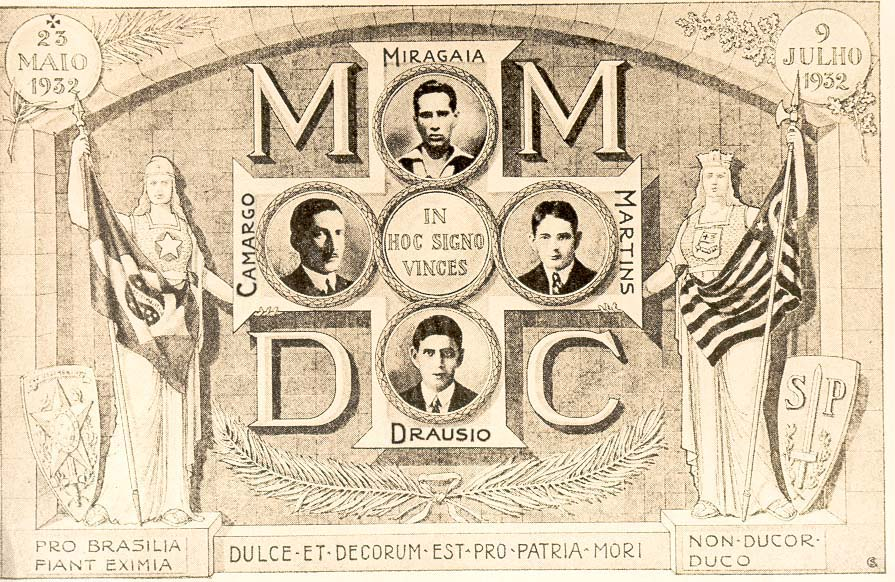
Cartão-postal em homenagem ao MMDC

Em 23 de maio de 1932, participou da manifestação ocorrida na frente do prédio do Partido Popular Paulista, na rua Barão Itapetininga, Praça da República, em São Paulo. Esta organização (anteriormente denominada de "Legião Revolucionária") era encabeçada por Miguel Costa e congregava militares, políticos e ex-integrantes da Coluna Prestes, e servia como suporte político-militar para os interesses da ditadura de Getúlio Vargas então vigente. Naquela ocasião, alguns manifestantes tentaram invadir a sede daquela organização, e como resposta os soldados então situados dentro do prédio se posicionaram nas janelas e lá iniciaram fuzilaria sobre os manifestantes. Miragaia foi um dentre aqueles que foram alvejados e veio a óbito no mesmo local, tendo sido sepultado em sua cidade natal.
Em 1955, teve os seus restos mortais foram trasladados Monumento e Mausoléu ao Soldado Constitucionalista de 1932, no Parque do Ibirapuera, construído em homenagem a Revolução Constitucionalista, aos mártires da Revolução e aos soldados constitucionalistas. O seu túmulo, na sua cidade natal, ainda é preservado e ostenta o desenho da bandeira de São Paulo.
Após a tragédia que marcou suas vidas, os seus país, José Miragaia e Emília Bueno Miragaia, mudaram-se para Birigüi onde um dos irmãos de Euclides, Joaquim Miragaia chegou a jogar no conhecido time Bandeirante de Birigüi, do qual posteriormente se tornou diretor. Sua prima Vicentina Miragaia Mendes (a Jaú) foi jogadora da seleção feminina de basquetebol de 1951.

## Homenagens
Em 2011, com a lei federal nº 12 430, o seu nome e de Mário Martins de Almeida, Dráusio Marcondes de Souza e de Antônio Américo Camargo de Andrade foram inscritos no Livro dos Heróis da Pátria, localizado no Panteão da Pátria e da Liberdade Tancredo Neves, em Brasília. O episódio ocorrido naquela manifestação, que resultou na morte dessas quatro pessoas, foi uma das razões que motivaram a Revolução Constitucionalista de 1932. Eles acabaram por se tornar mártires e símbolos daquele movimento, denominados pela sigla M.M.D.C., respectivamente: Martins, Miragaia, Dráusio e Camargo, que por sua vez também era a denominação da organização clandestina que veio a conspirar contra o governo provisório de Vargas, contribuindo na articulação e coordenação daquela Revolução.
A Avenida 23 de Maio, na cidade de São Paulo, leva esse nome para marcar o dia da morte dos rapazes do MMDC e em sua homenagem. Assim como, em Birigüi, a avenida Euclides Miragaia recebeu esse nome em homenagem ao mártir, ela que com mais de cinco quilômetros de extensão, foi durante muitos anos a única via de entrada e saída da cidade. Em sua cidade natal, São José dos Campos, Euclides Miragaia também foi homenageado, tendo seu nome batizado uma rua central da cidade, além de uma escola estadual.
 Em 2004, foi acrescido ao MMDC a letra "A", em homenagem a Orlando de Oliveira Alvarenga que, também ferido naquele episódio, veio a falecer após mais de 2 meses internado.